# Александровка (Широковский сельсовет)
Алекса́ндровка (бел. Аляксандраўка) — посёлок в Широковском сельсовете Буда-Кошелёвского района Гомельской области Беларуси.

## География

### Расположение
В 23 км на юго-восток от Буда-Кошелёво, 26 км от Гомеля, 11 км от железнодорожной станции Лазурная (на линии Жлобин — Гомель)

### Гидрография
На западе мелиоративный канал.

## Транспортная сеть
Транспортные связи по просёлочной дороге, затем по шоссе Довск — Гомель.
Планировка состоит из короткой прямолинейной, меридиональной улицы, застроенной деревянными домами усадебного типа.

## История
Основан в начале XX века переселенцами с соседних деревень. В 1926 году располагалось почтовое отделение. В начале 1930-х годов жители посёлка вступили в колхоз. В 1959 году в составе совхоза «Коминтерн» (центр — деревня Широкое).

## Население

### Численность
- 2004 год — 11 хозяйств, 21 житель.

### Динамика
- 1926 год — 23 двора, 128 жителей.
- 1959 год — 180 жителей (согласно переписи).
- 2004 год — 11 хозяйств, 21 житель.